# Еволюта

Еліпс (червона лінія) та його еволюта (синя лінія), що має назву астроїда.

Еволюта (лат. evolutus  — розгорнутий)  — множина точок центрів кривизни кривої. По відношенню до своєї еволюти будь-яка крива є евольвентою.
Для побудови еволюти кривої, крива в околі кожної точки апроксимується частиною кола, дотичного до кривої. Центри таких кіл і утворюють еволюту. Еволюта є обвідною сімейства її нормалей.
Поняття еволюти і термін введені Х. Гюйгенсом (1673).

## Рівняння еволюти
Якщо лінія задана параметричними рівняннями {\displaystyle x=x(t),\ y=y(t)}, то еволюта описується рівняннями:
{\displaystyle X=x-y'{\frac {x'^{2}+y'^{2}}{x'y''-x''y'}},}

{\displaystyle Y=y+x'{\frac {x'^{2}+y'^{2}}{x'y''-x''y'}}}